# Philip Perlman
Pour les articles homonymes, voir Perlman.
Philip B. Perlman (né le 5 mars 1890 à Baltimore, mort le 31 juillet 1960) est un juriste américain.

## Biographie
Il a étudié à l'université du Maryland. Après avoir travaillé en tant que journaliste, il devient assistant du procureur général de l'État du Maryland, puis secrétaire d'État du Maryland. Il a servi aux côtés du président Harry S. Truman entre 1947 et 1952, il était le premier juif devenu avocat général des États-Unis, troisième rang de la hiérarchie du département de la Justice.